# Alger (Ohio)
Pour les articles homonymes, voir Alger (homonymie).
Alger est un village américain situé dans le comté de Hardin, dans l'Ohio. Selon le recensement de 2010, sa population est de 860 habitants.